# Closterium lineatum
Closterium lineatum  là một loài Song tinh tảo trong họ Desmidiaceae, thuộc chi Closterium.